# ابود
ابود (به لاتین: Aboudé) در ساحل عاج است که در agnéby واقع شده‌است.